# Acetylendicarbonsäurediethylester
Acetylendicarbonsäurediethylester ist eine chemische Verbindung aus der Gruppe der ungesättigten Carbonsäureester.

## Gewinnung und Darstellung
Acetylendicarbonsäurediethylester kann mit verschiedenen Methoden hergestellt werden. So kann es beispielsweise aus einer Mischung von (Z)-Diethyl-2,3-dibromomaleat und (E)-Diethyl-2,3-dibromofumarat in Gegenwart von 1,2-Dimethylindazolium-3-carboxylat in Acetonitril gewonnen werden. Sie kann auch mit Triphenylphosphonium-Yliden hergestellt werden.

## Eigenschaften
Acetylendicarbonsäurediethylester ist eine gelbliche bis braune Flüssigkeit, die praktisch unlöslich in Wasser ist.

## Verwendung
Die Dreifachbindung der Verbindung ist ein Merkmal, das in der organischen Synthese eine breite Anwendung findet. Acetylendicarbonsäurediethylester kann mit Aminen, Aldehyden, Ketonen usw. reagieren. Daher kann sie zur Bildung verschiedener Heterocyclen (wie zum Beispiel Pyrrolen, Pyrazinen und Pyrrolidinonen) verwendet werden.
Acetylendicarbonsäurediethylester wird als Proteinvernetzer verwendet. Es wird auch für die Synthese von 3,4,5-trisubstituierten Derivaten von 2(5H)-Furanon, hochfunktionalisierten Thiazolidinonen, neuartigen zyklischen Peroxid-Glucosiden und 4,11-Dimesitylbisanthen, ein über eine Diels-Alder-Reaktion erhältliches lösliches Bisanthen-Derivat,  und anderem verwendet.